# Phare de Ribeira Brava
Le phare de Ribeira Brava est un petit phare situé dans la municipalité de Ribeira Brava sur l'île de Madère (Archipel de Madère - Portugal).
Il est géré par l'autorité maritime nationale du Portugal à Oeiras (Grand Lisbonne).

## Histoire
Ce phare a été érigé au sommet d'un promontoire, sur la rive droite du village et à l'ouest du port. L'accès est réalisé par un escalier métallique moderne en colimaçon. Le feu se trouve à l'intérieur d'une construction carrée de 6 m de haut, peinte en blanc avec la partie supérieure en rouge. Il émet, à travers une fenêtre, un flash rouge, toutes les 5 secondes, visible jusqu'à 16 km. Il sert à aider et à guider les pêcheurs et les bateaux vers le port.
Ce phare est à 16 km à l'ouest de Funchal, la capitale de l'île, sur la côte sud.
Identifiant : ARLHS : MAD014 ; PT-652 - Amirauté : D2746 - NGA : 23720.
|               |
| Ribeira Brava |

|          |
| Le phare |

### Lien connexe
- Liste des phares de Madère